# Jagel (Izrael)
Jagel (hebr. יגל) – moszaw położony w samorządzie regionu Emek Lod, w Dystrykcie Centralnym, w Izraelu.
Leży przy moszawie Achi’ezer, na południe od międzynarodowego portu lotniczego im. Ben-Guriona.

## Historia
Pierwotnie była tutaj arabska wioska Kafr Ana, której mieszkańcy uciekli podczas wojny o niepodległość w 1948.
Moszaw został założony 27 czerwca 1950 przez imigrantów z Iraku. Początkowo nazywał się Lod Bet, ale później zmieniono nazwę na obecną, która wywodzi się z tekstu księgi Psalmów 14:7

Oby przyszło z Syjonu zbawienie Izraela! Kiedy Pan odwróci niewolę ludu swego, uraduje się Jakub, rozweseli się Izrael.

## Edukacja
W moszawie znajduje się chasydzka uczelnia religijna Chabad Jagel.

## Gospodarka
Gospodarka moszawu opiera się na intensywnym rolnictwie i sadownictwie.

## Komunikacja
W bezpośrednim sąsiedztwie moszawu (na północ i wschód) przebiega autostrada nr 1  (Tel Awiw–Jerozolima), nie ma jednak bezpośredniego wjazdu na nią. Przy moszawie od strony zachodniej przebiega droga nr 4404, którą jadąc na północ dojedzie się do moszawu Cafrijja, a na południe do moszawu Zetan i drogi nr 434 .